# Герасимов, Иван Иванович
Иван Иванович Герасимов (1867—1920) — русский ботаник-цитолог, ученик И. Н. Горожанкина.

## Биография
Родился в 1867 году. В 1892 году окончил Императорский Московский Университет и остался работать там же в лаборатории. Во время учёбы основал свою лабораторию в Мытищах. Работал в ИМУ и Мытищах до 1905 года.
С 1905 года отошёл от научной деятельности.
Умер около 1920 года.

## Научные работы
Основные научные исследования посвящены физиологии клетки и её ядра.
Обнаружил влияние увеличенной ядерной массы на жизнедеятельность клетки и установил зависимость между массой протоплазмы, хромотофоров и ядра.
Первый цитолог, которому удалось экспериментально получать полиплоидные формы (у водорослей).